# Aulopus diactithrix
Aulopus diactithrix är en fiskart som beskrevs av Prokofiev 2008. Aulopus diactithrix ingår i släktet Aulopus och familjen Aulopidae. Inga underarter finns listade.